# Beast Games (prima edizione)
La prima edizione di Beast Games è andata in onda su Prime Video per un totale di 10 episodi, dall'uscita settimanale, ogni giovedi. Debuttò il 19 dicembre 2024 e si concluse il 13 febbraio 2025. Il vincitore dell'edizione fu Jeffrey Randall Allen; al secondo posto arrivò Twana Barnett, al terzo Gage Gallagher.

## Regolamento
L'edizione inaugurale di Beast Games riguarda più di mille partecipanti che concorrono per il gran premio più grande della storia televisiva, 5 milioni di dollari (che diventano poi 10 dopo un lancio della moneta nell'ultimo episodio). Ogni concorrente in ogni episodio viene messo alla prova in varie sfide di intelligenza, di astuzia, di agilità e anche di lavoro di squadra. Molti giochi vedono anche la possibilità di tradire e di autosacrificarsi. Chiunque perde le sfide, viene eliminato dal programma. È prevista anche la possibilità di autoeliminarsi in cambio di soldi offerti da MrBeast.

## Cast
- Host: Jimmy Donaldson
- Co-Host: Mack Hopkins, Chandler Hallow, Karl Jacobs, Nolan Hansen, Tareq Salameh.
- Host esterni o non ufficiali: Casey Owen, Kendall Owen.
- Co-Host esterni o non ufficiali: Cody Owen.
- Warm up Host: Sean Klitzner

### Podio
|       |         |      |  |          |
|       |         |      |  | 4º       |
|       | Jeffrey |      |  | Yessie   |
| Twana | Jeffrey |      |  | 5º       |
| Twana | 1º      | Gage |  | Emma     |
| 2º    | 1º      | Gage |  | 6º       |
| 2º    | 1º      | 3º   |  | Courtney |

## Riassunto edizione
- Durante il secondo episodio, gruppi di partecipanti dovevano rispondere alla domanda: "Come si scrive il numero 100 in numeri romani?" Curiosamente, un'insegnante suggerì al proprio gruppo la risposta sbagliata (X anziché C).
- Nel terzo episodio, i fratelli Habibi, un duo composto da Karim e Haziz, costrinsero una concorrente a legarsi (dato che per superare la sfida, uno dei tre prigioneri avrebbe dovuto ammanetarsi per far andare avanti gli altri due concorrenti) e all'uscita, la derisero e insultarono alle sue spalle. Nel quinto episodio, si scoprì che un gruppo di concorrenti venne a conoscenza del fatto e, disgustato, decise di porsi come obiettivo la loro eliminazione dal gioco. Nel sesto episodio infatti, Akira Andrews scelse Karim (dato che Haziz era già stato eliminato) e disse a Jimmy che la sua missione era di eliminare Karim dal programma, per vendicare la ragazza del terzo episodio. La sfida era una sezione di quiz su vari argomenti; Akira scelse lo sport e la domanda proposta fu: "Con 18 anelli, quale squadra del NBA vinse più campionati nella storia?". Karim diede la risposta sbagliata (LA Lakers), Akira quella corretta (Boston Celtics). Tuttavia, prima che Karim venisse eliminato, Jimmy propose ad Akira dei soldi extra in cambio della possibilità di dare una rivincita a Karim. Akira rifiutò dicendo che non stava lottando i soldi, ma è per eliminarlo. Quindi, dopo una piccola, ma lunga e angosciante attesa, Karim venne eliminato.
- Una concorrente rimase incinta di un altro partecipante durante la competizione[3][4]
- Gage fu probabilmente il concorrente più fortunato di tutta l'edizione. Nel terzo episodio, per uscire dalla cella, si decise tramite un testa o croce, e Gage ne uscì vincitore. Nell'ultimo episodio, lo stesso tiro alla sorte determinò l'aumento del premio da 5 milioni a 10 milioni di dollari. Ancora, con un testa o croce, nell'episodio finale, fu lui a iniziare il gioco finale e non eliminare Twana Barnett. Diede inoltre una svolta al quinto episodio: era prevista una sfida in cui gli ultimi tre concorrenti sarebbero stati votati da concorrenti eliminati, in particolare chi avesse ricevuto più voti sarebbe stato eliminato. Gage decise di autoeliminarsi, annullando il risultato della sfida.
- In finale si scontrarono Twana Barnett e Jeffrey Randall Allen. La sfida si basò su 10 cassaforti in un cerchio rotante, una sola delle quali avrebbe contenuto i 10 milioni. Per decidere chi sarebbe partito per primo, si usava un altro tiro alla sorte e Jeffrey lo vinse. Girando il cerchio, Jeffrey concluse due possibilità, la 5, o  la 6. La 5 perché Twana ha cinque membri nella sua famiglia, ma la 6 perché è vicina al suo numero importante. Jeffrey alla fine scelse il 6, e divenne il vincitore dello show. Dichiarò che avrebbe usato soldi della vincita per  aiutare a trovare una cura per la rara malattia detta Deficit del trasportatore della creatina, di cui soffre il figlio[5].
- Nel quinto episodio, i concorrenti potevano scegliere se competere per un'isola privata situata a Panama oppure godersi una vacanza sull'isola; solo 9 dei concorrenti rimasti accettarono. L'isola venne vinta da Mia Speight.[6][7]
- Ci furono un totale di quattro team durante tutto lo show. Il team giallo, il team bianco, il team arancione e il team rosa. Nell'episodio 2, ci furono tre sfide di gruppo. La prima era una sfida dove i concorrenti dovevano prendere una palla prima che cadesse, e fu vinta dai bianchi. Ma, dopo che il team notò che uno dei bianchi fece cadere la propria prima palla della sfida, mentre i gialli avevano fatto cadere la loro quarta palla, l'ordine venne invertito. La seconda sfida era una sfida in cui i rosa e i bianchi dovevano fare canestro su un bicchiere rosso; fu vinta dai rosa. L'ultima sfida era un quiz su vari temi, che fu vinta dagli arancioni. Nel sesto episodio, durante il percorso fisico, i team rosa e arancioni si scontrarono in tre sfide. La prima era di muovere col proprio peso dei Monster truck, superando un dosso e arrivando al traguardo. Quando sembrava che  gli arancioni stessero per vincere, il dosso li bloccò, lasciando ai rosa una possibilità di recupero, ma neanche loro poterono superare il dosso. Usando un trucco per ottenere slancio (la rincorsa), gli arancioni riuscirono a superarlo, prima che si scoprisse che la ruota si bloccò definitivamente, lasciando la vittoria ai rosa. La seconda sfida era una corsa alle bandiere: chi ne prendeva cinque, avrebbe vinto. Furono gli arancioni a vincere. L'ultima sfida era una gara di resistenza, dove uno sfidante per ogni team sarebbe dovuto rimanere appeso a una sbarra, con del gesso sulle mani, sperando che l'avversario cadesse per prima.
- Durante il sesto episodio, nella sfida di fortuna, il concorrente Jeremy Grant, religioso e credente in Dio, cadde nelle botole, con la canzone Ave Maria in sottofondo.
- Il settimo episodio vide come metodo di eliminazione dei partecipanti il problema del carrello ferroviario.

## Puntate
| nº | Titolo originale                       | Titolo italiano                               | Prima TV USA     | Prima TV Italia  |
| -- | -------------------------------------- | --------------------------------------------- | ---------------- | ---------------- |
| 1  | 1,000 People Fight For $5,000,000      | 1000 persone gareggiano per 5.000.000 dollari | 19 dicembre 2024 | 19 dicembre 2024 |
| 2  | 500 People Trapped In My City          | 500 persone intrappolate nella mia città      | 19 dicembre 2024 | 19 dicembre 2024 |
| 3  | The Solitary Experiment                | La prova dell'isolamento                      | 26 dicembre 2024 | 26 dicembre 2024 |
| 4  | The Golden Ticket                      | Il biglietto d'oro                            | 2 gennaio 2025   | 2 gennaio 2025   |
| 5  | Fight to Win a Private Island          | Lotta alla conquista dell'isola privata       | 9 gennaio 2025   | 9 gennaio 2025   |
| 6  | Physical, Mental, Chance...Your Choice | Fisico, mente o fortuna... a te la scelta     | 16 gennaio 2025  | 16 gennaio 2025  |
| 7  | The Elimination Train                  | Il treno dell'eliminazione                    | 23 gennaio 2025  | 23 gennaio 2025  |
| 8  | Betray Your Friend for $1,000,000      | Tradisci un amico per un milione di dollari   | 30 gennaio 2025  | 30 gennaio 2025  |
| 9  | Bribe Your Way to the Finale           | Paga e vola in finale                         | 6 febbraio 2025  | 6 febbraio 2025  |
| 10 | $10,000,000 Coin Flip                  | Il lancio da moneta di 10 milioni di dollari  | 13 febbraio 2025 | 13 febbraio 2025 |